# Alcides Humberto López
Alcides Humberto López (Concordia, 26 de septiembre de 1942-ibídem, 12 de septiembre de 2012) fue un abogado y político argentino de la Unión Cívica Radical. Se desempeñó como diputado nacional por la provincia de Entre Ríos entre 1991 y 1995 y como senador nacional por la misma provincia entre 1995 y 2001, por la tercera banca de la minoría.

## Biografía
Nació en Concordia (Entre Ríos) en 1942, recibiéndose de abogado en la Facultad de Derecho de la Universidad Nacional del Litoral en 1966. Participó en la política universitaria, siendo fundador del Movimiento Universitario Reformista Auténtico y presidente del centro de estudiantes de Derecho.
En 1963 se afilió a la Unión Cívica Radical (UCR) y en 1968 participó en la conformación de la Junta Coordinadora de la Juventud Radical en Entre Ríos, integrando la mesa ejecutiva de la misma al año siguiente. En las elecciones locales de 1973, fue elegido concejal de Concordia, desempeñando el cargo hasta el golpe de Estado de 1976.
Entre 1976 y 1978 fue vicepresidente del Colegio de Abogados de Concordia, siendo presidente del mismo de 1978 a 1980. Estuvo acompañado en la vicepresidencia por Augusto Alasino. Más tarde integró el consejo directivo del colegio de abogados entrerriano. Con el retorno a la democracia, presidió el comité departamental de la UCR en Concordia y fue dos veces delegado al Comité Nacional de la UCR (1983-1987 y 1987-1991).
Fue candidato a intendente de Concordia en las elecciones de 1983 y luego se desempeñó como vicepresidente del Banco de Entre Ríos hasta 1984. Desde ese año hasta 1986 fue ministro de Gobierno, Justicia y Educación provincial, designado por el gobernador Sergio Montiel. En las elecciones legislativas de 1991 fue elegido diputado nacional por Entre Ríos, desempeñándose como vicepresidente de la comisión de Legislación de Trabajo.
En las elecciones al Senado de 1995, fue elegido senador nacional por la provincia de Entre Ríos, para la tercera banca de la minoría instaurada tras la reforma constitucional del año anterior. Su mandato finalizó en diciembre de 2001. En la cámara alta, se desempeñó como presidente de la comisión de Economía y vicepresidente de la comisión de Trabajo y Previsión Social. Además, fue vocal en las comisiones de Asuntos Constitucionales; de Interior y Justicia; de Legislación General; de Acuerdos; de Ciencia y Tecnología; de Energía; de Comercio; de Recursos Hídricos; de Derechos y Garantías; de Drogadicción y Narcotráfico; de la Integración; y de Deuda Social.
Falleció en Concordia en septiembre de 2012, por problemas cardíacos, a los 69 años.